# Ketchup
Il ketchup (pronuncia italiana: /ˈkɛt͡ʃap/ o /keˈt͡ʃap/) è una salsa agrodolce a base di pomodoro, di origine asiatica e tradizionalmente utilizzata per accompagnare patate fritte e altri fritti, oppure per insaporire panini farciti.

## Etimologia
Il ketchup è originario della Cina meridionale costiera. Il termine "ketchup" deriva dal dialetto hokkien della provincia di Fujian 膎汁 (kê-chiap). 膎 significa "pesce fermentato" e 汁 vuol dire "succo". La ricetta originale era infatti a base di pesce fermentato e non di pomodoro. I cinesi lo diffusero nel sud-est asiatico, dove entrò nella lingua malese come kecap o kicap (pronunciato /ket͡ʃap/ o /kit͡ʃap/). Dal malese passò alla lingua inglese come ketchup.
Dall'etimologia risulta evidente che l'odierna ricetta del ketchup risulta assai diversa da quella della salsa originale asiatica, che era a base di pesce; nella cucina malese ed indonesiana infatti esistono vari ketchup che non prevedono il pomodoro come ingrediente: l'asin kecap (a base di soia), il kecap manis (a base di soia e zucchero), il kecap ikan (a base di pesce e senza soia). Notare che il termine indonesiano kecap si pronuncia esattamente come ketchup. Ciò spiega la necessità commerciale di usare l'espressione tomato ketchup, ossia ketchup di pomodoro, che non è quindi una ridondanza.
L'etimologia del termine ketchup è comunque tutt'altro che assodata ed esistono ipotesi alternative.

## In Italia

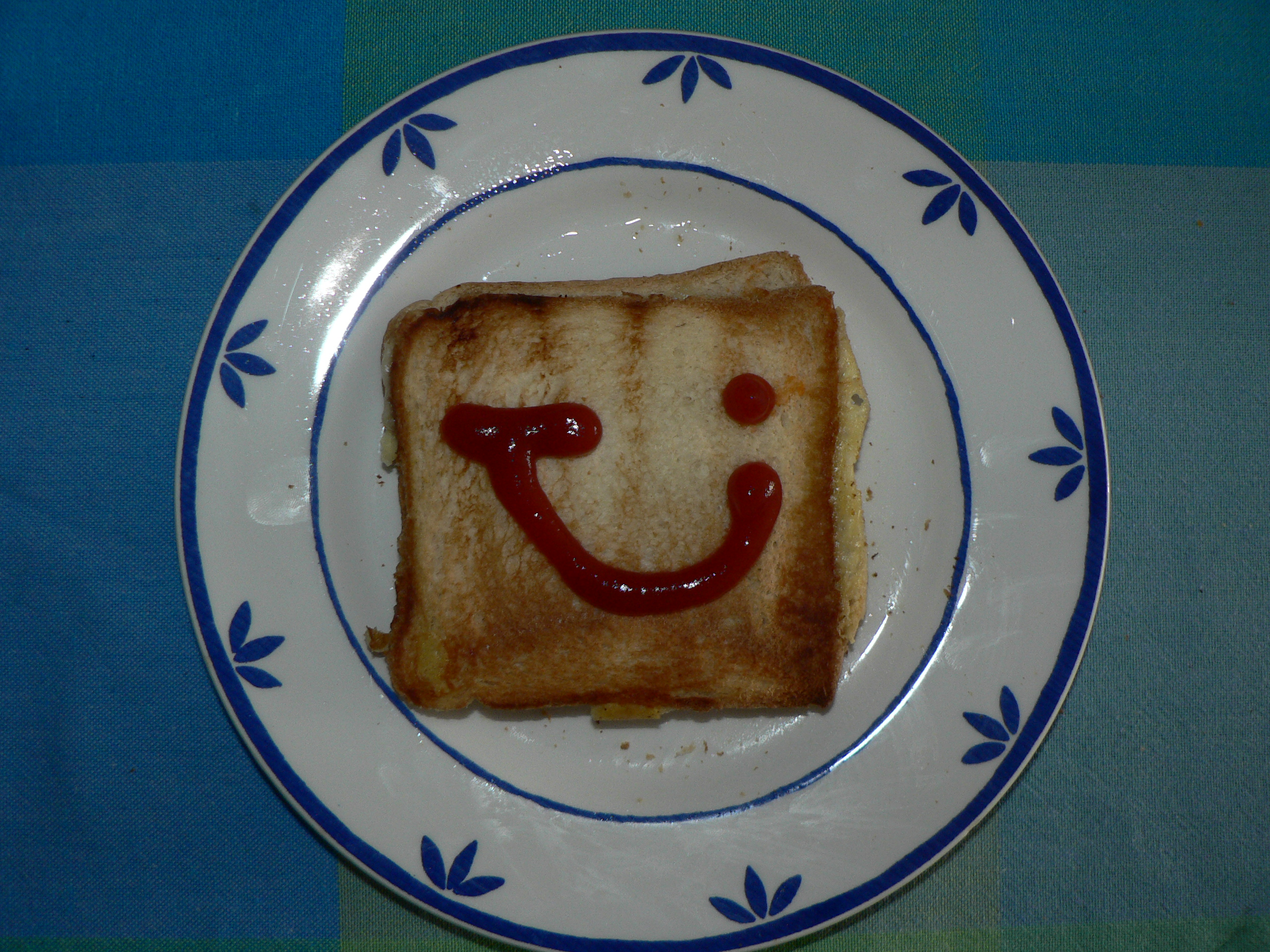
Un toast guarnito con ketchup; la forma del disegno realizzato con il ketchup è un chiaro riferimento al logo dell'azienda TUI.

In Italia, il ketchup è noto anche con il nome di salsa rubra. Secondo diverse fonti il nome "salsa rubra" deriva da un concorso, indetto dalla ditta di prodotti alimentari Cirio, che commercializzava sin dagli anni 1920 il prodotto "Tomato ketchup". All'epoca, in Italia era in atto una campagna di difesa della lingua dai forestierismi; la Cirio indisse il concorso proprio per trovare una parola italiana che sostituisse il termine "ketchup". I due nomi che giunsero alla finale furono Vesuvio e Rubra e infine vinse quest'ultimo, termine che deriva dal latino “rŭbĕr”, che significa "rosso", come il colore della salsa.
Sull'etichetta della salsa rubra della Cirio si dice che tale ditta vende fin dalla seconda metà dell'Ottocento questo prodotto, versione industriale del bagnet ross, specialità tipica del Piemonte, presente sui maggiori ricettari piemontesi fin dalla fine del 1700. Ciò porta ad una sovrapposizione di significato dell'espressione salsa rubra, utilizzata sia come sinonimo di ketchup, sia come sinonimo del bagnet ross piemontese; questo causa una confusione tra le due salse, dalla ricetta piuttosto simile, anche se di origine assai diversa.

## Storia

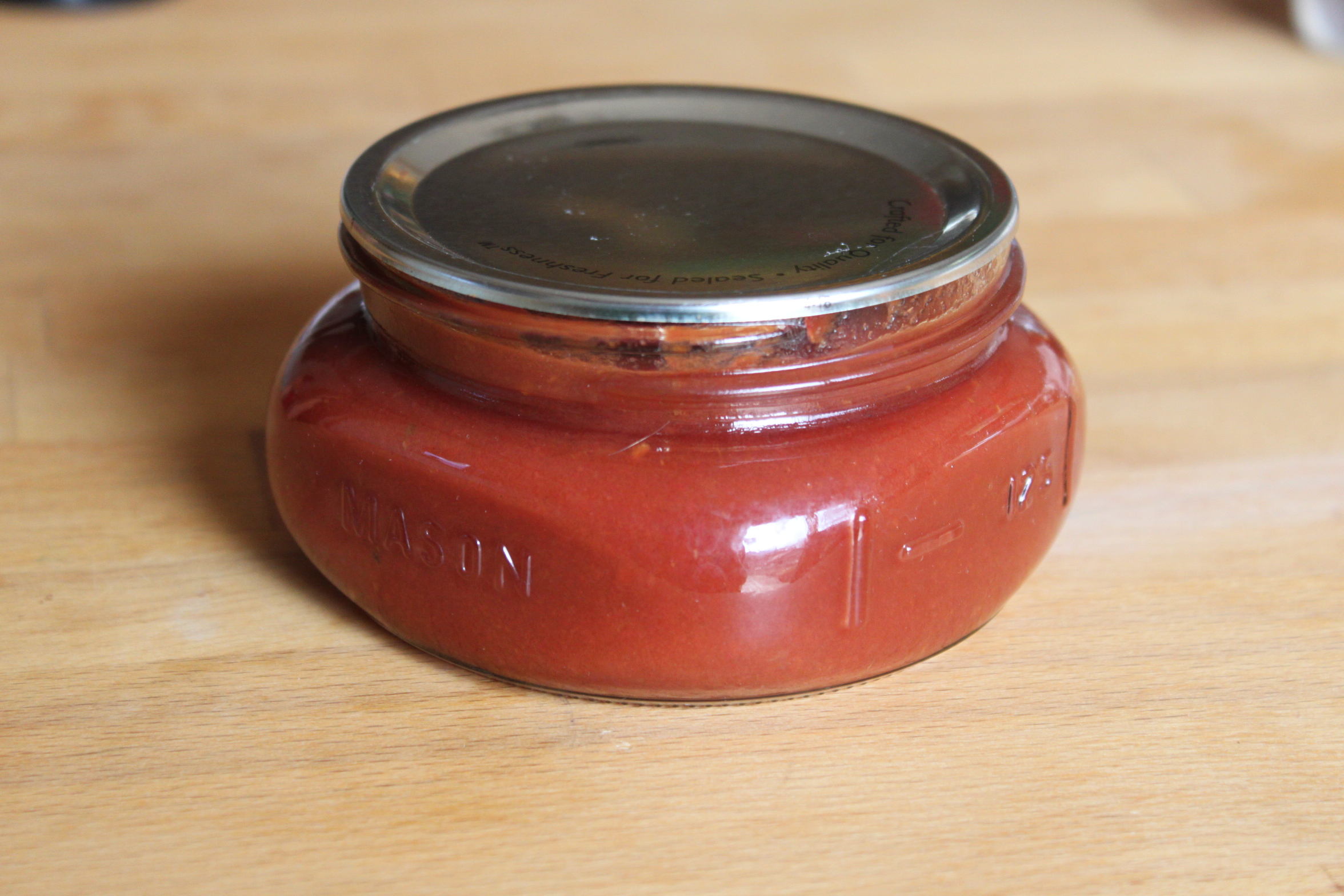
Un vasetto di ketchup preparato in casa

Sebbene sia sovente considerato prodotto statunitense per eccellenza, l'origine del ketchup è orientale. Il ketchup in origine fu una salsa fermentata a base di pesce, soprattutto acciughe sotto sale. Quando nel Seicento questa salsa sbarcò in Europa, i cuochi iniziarono a personalizzarla utilizzando svariati ingredienti tra cui ostriche, funghi, noci e limone. La ricetta del ketchup moderna inizia a svilupparsi alla fine del Settecento quando, negli Stati Uniti, alcuni cuochi iniziano a utilizzare il pomodoro per produrla.
Nasce così nel 1812 il primo tomato ketchup (ketchup di pomodoro) . Ma fu solo nel 1869 che Henry John Heinz sviluppò la ricetta del ketchup che la sua azienda, la Heinz, utilizza ancora oggi. In contrasto con le consuetudini di allora, Heinz aumentò la quantità di aceto e di zucchero, aggiunse la cipolla e un mix di spezie. Questa combinazione di sapori divenne talmente famosa che gli americani identificarono ben presto il termine ketchup con la salsa di Heinz, e questo fenomeno si è poi esteso in buona parte del mondo. Al tempo i pomodori freschi soffrivano ancora della credenza che fossero velenosi, per cui molte persone erano più inclini a consumarli dopo lunghi processi come quelli necessari a produrre il ketchup.

## Ingredienti e nutrienti
Il ketchup è prodotto con pomodoro, aceto, zucchero e spezie, ha un potere calorico medio-basso ed è povero di grassi.
La seguente tabella compara i valori nutrizionali di ketchup, ketchup a basso tasso di sodio e pomodori freschi, sulla base di informazioni contenute nella banca dati del Dipartimento dell'agricoltura degli Stati Uniti d'America.
| Nutrienti (per 100 g) | Ketchup         | Ketchup a basso tasso di sodio | Pomodori      |
| --------------------- | --------------- | ------------------------------ | ------------- |
| Calorie               | 100 kcal 419 kJ | 104 kcal 435 kJ                | 18 kcal 75 kJ |
| Acqua                 | 68,33 g         | 68,58 g                        | 94,50 g       |
| Proteine              | 1,74 g          | 1,52 g                         | 0,88 g        |
| Grassi                | 0,49 g          | 0,36 g                         | 0,20 g        |
| Carboidrati           | 25,78 g         | 27,28 g                        | 3,92 g        |
| Sodio                 | 1110 mg         | 20 mg                          | 5 mg          |
| Vitamina C            | 15,1 mg         | 15,1 mg                        | 12,7 mg       |
| Licopene              | 17 mg           | 19 mg                          | 2,6 mg        |

Il ketchup, miscelato con la maionese, può essere utilizzato per fare la salsa rosa.

### Additivi
Il ketchup può contenere degli additivi; alcuni sono conservanti innocui come il sorbato di potassio, altri richiedono una maggiore attenzione. Per esempio i derivati dell'acido benzoico (come il benzoato di sodio - E211), gli esaltatori di sapidità e gli aromi sintetici possono essere usati per coprire l'uso di materie prime di bassa qualità.

## Varianti
Nelle Filippine viene preparato un ketchup usando le banane. Esiste inoltre un ketchup ai funghi, le cui origini risalgono alla fine dell'Ottocento.